# Mary Katrantzou
Mary Katrantzou es una diseñadora de moda de origen griego residente en Londres.

## Carrera
Mary nació en Atenas Grecia en 1983, hija de un ingeniero textil y una diseñadora de interiores. Sus intereses artísticos la llevaron hasta Estados Unidos para empezar la carrera de arquitectura en Rhode Island School of Design en 2003. Más tarde pidió el traspaso a la Central Saint Martins College of Art and Design de Londres, donde completó el curso, especializándose en Diseño Textil para Interiores.
Una vez establecida en Londres, cuna del diseño de moda emergente y abanico cultural inagotable, viraron sus intereses. Decidió aplicar su curiosidad hacia los estampados y la impresión digital cursando un máster en Textiles para Moda en la misma escuela Saint Martins. Durante sus estudios trabajó como freelance, vendiendo algunos de sus diseños a la casa de moda norteamericana Bill Blass, y colaborando con la diseñadora Sophia Kokolosaki en los estampados de dos de sus colecciones en 2006.
Katrantzou se graduó en 2007 y un año después inauguró la graduación de la Central Saint Martins con el desfile de su primera colección, por la que fue nominada a los premios Harrods y L'Oréal Professional. Con aquella presentación se posicionó como abanderada de la revolución de la impresión digital y definió de forma concisa el sello de sus creaciones. 
Las colecciones de la diseñadora se caracterizan por su contundencia gráfica y conceptual. Así como por una fuerte conexión con la historia del arte y la tecnología. Con esta combinación consigue un posicionamiento firme en sus diseños y una estética genuina, por lo que sus desfiles siempre generan una gran expectación y múltiples reacciones.
Con un total de 6 colecciones, su carrera ha emprendido un ritmo vertiginoso. La diseñadora ganó el Swiss Textiles Award en 2010 (del que previamente fueron ganadores Alexander Wang, Haider Akermann y Rodarte) y posee el apoyo de sus mentoras, la artista británica Louise Wilson y la internacionalmente reconocida periodista de moda Sarah Mower. Así como de Anna dello Russo, famosa editora de moda y embajadora de su marca. En 2010 también fue nominada como Mejor Talento Emergente de los British Fashion Awards y quedó finalista del Dorchester Prize.
Actualmente sus piezas se extienden por más de 60 puntos de venta, que incluyen Corso Como, Harrods, Collette, Barney's, Browns y Harvey Nichols. Su trabajo ha sido destacado en las publicaciones más prestigiosas alrededor del mundo, incluyendo Vogue, Harper's Bazaar, Elle, Collezioni y New York Times entre otras. Así como en medios más independientes y de tendencia, como Russh, Número Magazine y Dazed & Confused. Sus piezas también han sido capturadas por el fotógrafo y cazatendencias Tommy Ton. Y ha colaborado en distintos proyectos con Six Cents, Christian Louboutin, Topshop, Wah Nail Salon y Longchamp.
Recientemente la diseñadora ha fundado su propia marca, Mary Katrantzou, en la que sigue trabajando junto con su equipo desde su estudio en Londres.

## Referentes estéticos y conceptuales
El trabajo de Katrantzou se caracteriza notablemente por ser muy arty desde la primera de sus colecciones. En el desarrollo de estas, la diseñadora incorpora referencias de varios movimientos artísticos, desde el constructivismo ruso, art déco y futurismo, a la psicodelia, op art, surrealismo e hiperrealismo. En su trabajo también son una inspiración constante la arquitectura, las artes decorativas y la joyería. Todo esto mezclado y filtrado por la diseñadora resulta en unas piezas alucinógenas de belleza ambigua. Prendas que resultan irreales y atmosféricas, que rozan el kitsch y la delicadeza. La diseñadora establece una armonía de contrarios visuales, mediante la mezcla de lo retro y lo futurista, lo frágil y lo grotesco. Usando a menudo la técnica trompe l’oeil, nos hace olvidar la distancia entre idea e imagen, interpretación y realidad, proponiéndonos rechazar la autenticidad de las imágenes, como hacían Magritte y los surrealistas. Lo cual nos produce la inquietante sensación de no saber a qué atenernos. De estar ante prendas de vestir y al mismo tiempo obras de arte. 
Una de las técnicas más reconocibles en que Katrantzou se apoya y que caracteriza su trabajo es la impresión digital. Nuevo lenguaje visual que la diseñadora aplica minuciosamente y con maestría en sus arquitecturales creaciones y que le ofrece múltiples posibilidades. Le permite crear efectos ilusorios, como la trompe l'oleil, efectos caleidoscopicos, hipnóticos y absorbentes que producen una mezcla de placer visual y desconcierto. Tal y como empezó a hacer un visionario Alexander McQueen en sus dos últimas colecciones. 
Dicha técnica junto con el corte de las piezas, los diseños de variable complejidad y accesorios industriales se mezclan con las formas e imágenes de los estampados, haciendo desaparecer los límites entre volúmenes, dimensiones y perspectivas. Convierte así, cada prenda, en un armonioso y bello caos lleno de detalles. Conviene señalar que pese a la complejidad de ideas y desarrollo de sus formas, Katrantzou sabe mantener en cada una de sus prendas una esencia puramente femenina y un fuerte sentido del estilo gozando de un amplio margen de libertad creativa.
La ausencia de normas y exceso de información actuales, junto con las influencias de décadas anteriores y el bullicio de tendencias de una ciudad como Londres, son fuente de inspiración para la diseñadora. Esta realidad la consigue transmitir mediante el exceso decorativo y la experimentación tecnológica. 
La diseñadora es conocedora de las reglas porque sabe tensarlas, cortarlas, entrelazarlas y esculpirlas de nuevo. Plasma su iconografía personal en sus creaciones, regalándonos en cada uno de sus desfiles una descarga de fuentes de inspiración únicas que estimulan nuestros ojos e imaginario. Imaginativa y alejada siempre de las corrientes, Katrantzou da espacio a otras direcciones estéticas con creaciones únicas y magníficas en su individualidad que nos transmiten una fuerte convicción en su estilo y rebeldía ante el minimalismo imperante.

## Colecciones

### Otoño 2008 / Primavera 2009
Para su primera colección en otoño 2008, la diseñadora elaboró unos sencillos vestidos de falda lápiz con énfasis en los hombros de forma redondeada. Cada uno de ellos adornado con joyería oversize en el cuello, tanto impresa en el vestido como real, con piezas de gran formato en madera y metal que recuerdan a la estética constructivista rusa y al futurismo.
Para la siguiente colección de verano 2009, Katrantzou presentó unos vestidos como anexo de la anterior temporada utilizando la misma estética y estructuración del look: Minivestidos de colores más luminosos, impresos con collares gigantescos que imitan el metal y acompañados de collares reales, de las mismas dimensiones, metálicos y de plástico. De esta forma, equiparó la importancia del accesorio con la del vestido y definió la moda como arte visual. 
Con estas dos colecciones, la diseñadora dejó ver su fuerte conexión con la joyería y la artesanía y su potencial gráfico e ilusionista. 

### Otoño 2009
En la siguiente serie de vestidos, Mary Katrantzou se inspiró en frascos de perfume vintage. La diseñadora adapta las formas de dichos frascos al cuerpo femenino y, recordándonos a Gaultier, resalta estrechas cinturas mediante el efecto óptico de sus vibrantes e hiperrealistas estampados. Con esta colección dio un paso hacia delante en cuanto a las siluetas, más esculpidas y complejas. Añade vestidos largos, menos rígidos y pantalones de ante drapeado. Volvió a reafirmar su talento como diseñadora de joyas al complementar los outfits con collares desproporcionados, construidos con tubería metálica dorada, cadenas y espejos. 
Katrantzou empezó a definir sus señas como diseñadora, ofreciendo su visión de la moda como evasión de la realidad y buscando la belleza en sitios insospechados sólo capaces de encontrar mediante la fantasía.

### Primavera 2010
Para la colección de primavera 2010, Katranzou presentó sofisticados vestidos multicolor. Llevando la trompe l'oeil al límite, ondulando y retorciendo sus estampados y tejidos consigue efectos psicodélicos. Esta vez la diseñadora se inspiró en la técnica del vidrio soplado, en concreto de mano del maestro Peter Layton, quién además le hizo los collares y brazaletes para los looks. Este proceso artesanal fue de gran influencia en el desarrollo de la colección, en la que trabajó la silueta femenina con curvas trazadas a mano e intuitivas. Katrantzou dio sensación de fluidez a sus vestidos que, originalmente de seda, parecen estar hechos de vidrio líquido en movimiento. En cada look de esta colección reside un universo onírico y refinado que no por ello deja de ser llevable y funcional. Una utopía de vidrio vibrante que usando las más innovadoras técnicas, conmueve como la moda más artesanal.

### Otoño 2010
La apuesta definitiva de la diseñadora por el exceso, la estética absorbente y la mezcolanza la llevó a cabo en esta colección. En el desfile de otoño 2010 ofreció una visión posmoderna del barroquismo. Para ello, Katrantzou se inspiró en el arte francés del 1700, los retratos de Madame Pompadour, Nattier y Fragonard, el rococó más grotesco y motivos napoleónicos y militares. Los patrones de las piezas abandonan en esta serie de looks cualquier tendencia geométrica y apuestan por los acabados asimétricos con cascadas de drapeados en los costados. El dominio de la impresión digital le permite dar rienda suelta al exceso decorativo más desmedido, añadiendo a sus estampados múltiples joyas, piedras, cuerdas doradas, medallas y destellos que recuerdan al icónico kitsch de Gianni Versace. 
Katrantzou volvió a desafiar a las tendencias, creando sin mirar a su alrededor para desenterrar reflejos del pasado y darles una visión futurista demostrando que más es más. 

### Primavera 2011
“Ceci n’est pas une chambre” (Esto no es una habitación) es el título que la diseñadora le dio a esta colección. Citando a Magritte, juega con la idea de introducir salones de villas antiguas y habitaciones de hotel de la década de los setenta dentro de la silueta femenina. La diseñadora encontró su inspiración en números antiguos de las revistas Architecture Digest y World of Interiors. Y adoptó el concepto que tenían los genios Guy Bourdin y Helmut Newton en la fotografía de moda, donde la modelo ocupaba un espacio concreto en el encuadre, y los interiores y paisajes en que era fotografiada cobraban igual importancia. Katrantzou se reconcilió con la geometría para crear una colección de vestidos únicos, totalmente simétricos hasta en los estampados, y de esqueleto más hierático. Los looks están estructurados según las fotografías impresas en los vestidos: techos que se encajan a los hombros, ventanas que se abren en el pecho, paisajes nocturnos en la pelvis y mobiliario que, minuciosamente dispuesto, nos invita mediante hermosas perspectivas a adentrarnos en las entrañas de los cuerpos. 
La diseñadora utilizó la estructura de pantallas de lámpara para construir algunas de las faldas, propuesta arriesgada que se convirtió en un clásico instantáneo. En éstas se reconoce el legado de Schiaparelli y la descontextualización propia del surrealismo. Dichas composiciones fueron complementadas por Katranzou con el detallismo que define su trabajo: Lágrimas de cristal colgantes en los bajos de las faldas, tejidos que fluyen como cortinas desde las fotografías y flores en las mangas que convierten los brazos en jarrones. Con estas piezas la diseñadora añadió valor a sus creaciones dotándolas de la capacidad de transmitir emociones más complejas, como nostalgia, lirismo y alienación.

### Otoño 2011
En su última colección hasta el momento, Mary Katrantzou se inspiró en mujeres míticas, iconos de la moda y coleccionistas de arte. Mujeres carismáticas como Diana Vreeland o la Duquesa de Windsor que se rodearon de objetos de decoración exóticos movidas por el ansia de ser poseedoras de la belleza y fascinadas por la chinoiserie y la opulencia más extravagante. La diseñadora propone retratos de todas ellas, mimetizadas con los espacios que habitaban, mediante collages de huevos de Fabergé, porcelanas de Meissen y jarrone
albion online es un mmorpg no lineal en el que escribes tu propia historia sin limitarte a seguir un camino prefijado, explora un amplio mundo abierto con cinco biomas unicos, todo cuanto hagas tendra su repercusíon en el mundo, con su economia orientada al jugador de albion los jugadores crean practicamente todo el equipo a partir de los recursos que consiguen, el equipo que llevas define quien eres, cambia de arma y armadura para pasar de caballero a mago o juego como una mezcla de ambas clases, aventurate en el mundo abierto y haz frente a los habitantes y las criaturas de albion, inicia expediciones o adentrate en mazmorras en las que encontraras enemigos aun mas dificiles, enfrentate a otros jugadores en encuentros en el mundo abierto, lucha por los territorios o por ciudades enteras en batallas tacticas, relajate en tu isla privada donde podras construir un hogar, cultivar cosechas, criar animales, unete a un gremio, todo es mejor cuando se trabaja en grupo [musica] adentrate ya en el mundo de albion y escribe tu propia historia.